# Comuna Skarjînți, Iarmolînți
Skarjînți (în ucraineană Скаржинці) este o comună în raionul Iarmolînți, regiunea Hmelnîțkîi, Ucraina, formată din satele Lehnivka, Perehinka și Skarjînți (reședința).

## Demografie
Componența lingvistică a comunei Skarjînți
     Ucraineană (98,67%)
     Rusă (1,17%)
     Alte limbi (0,05%)
Conform recensământului din 2001, majoritatea populației comunei Skarjînți era vorbitoare de ucraineană (98,67%), existând în minoritate și vorbitori de rusă (1,17%).